# NK Čelik Zenica
El Nogometni Klub Čelik Zenica és un club de futbol bosnià de la ciutat de Zenica.

## Història
El club va ser fundat el 1945. El mot Čelik significa acer, que simbolitza la industrial ciutat de Zenica. El Čelik jugà 17 anys a la màxima divisió iugoslava, sense assolir cap títol. Ha guanyat dos cops la Copa Mitropa, un cop la Copa Intertoto, 3 vegades la Lliga bosniana de futbol i 2 cops la Copa bosniana de futbol.

## Palmarès
- Copa Mitropa 2: 1971, 1972
- Copa Intertoto 1: 1975
- Lliga bosniana de futbol 3: 1994/1995, 1995/1996, 1996/1997
- Copa bosniana de futbol 2: 1994/1995, 1995/1996